# Enrique Ovilo Llopis
Enrique Óvilo Llopis (1914- 982) fue  un arquitecto madrileño que destacó en los años sesenta por la labores de restauración de la Casa de la Panadería y de la Carnicería. Colaboró con la reconstrucción de las cubiertas de la Plaza Mayor de Madrid con el arquitecto Manuel Herrero de Palacios. Con antelación a estas obras de restauración arquitectónica de lugares históricos, realizó otras de carácter civil durante el periodo de posguerra. Participó en la guerra civil española, a favor del bando republicano en la brigada mixta de Lister, participando en las batallas de Madrid, Jarama, Brunete y en la batalla del Ebro. Fue apresado al intentar pasarse al bando nacional siendo llevado a la cárcel modelo de Madrid, de la cual logró escapar.